# Jēkabs Kazaks
Jēkabs Roberts Kazaks (Riga, 1895. február 18. – Riga, 1920. november 30.) lett modernista festő és grafikus.

## Pályafutása
Kazaks 1913 és 1915 között a Rigai Művészeti Iskolában tanult (Vilhelms Purvītis és Roberts Tillbergs tanítványaként)), az első világháború alatt, 1915 és 1917 között pedig a Penzai Művészeti Iskolába (Пензенское художественное училище) járt. Sok lett modernistához hasonlóan formális művészeti képzettsége és legmeggyőzőbb témáinak kiválasztása az első világháború alatti menekültként szerzett tapasztalataiból eredt. Kazaks stílusa az impresszionizmus, a nyugat-európai reneszánsz és barokk, a modern francia festészet és a 20. század eleji lett modernizmus elemeit tartalmazta. Emellett mélyen inspirálta honfitársa, Jazeps Grosvalds művészete.
Hatásait és érdeklődési körét felhasználta személyes stílusának megteremtéséhez, amelyet az expresszivitás, az egyszerűség, a formák szintézise és torzítása jellemez. 1919-ben részt vett az expresszionisták csoportjának, majd a rigai művészcsoportnak a megalakításában, mint annak teoretikusa és első elnöke.
Több fő műve a menekültek mindennapi életét ábrázolja, portrékat és önarcképeket is festett. Többnyire olaj- és vízfestékkel alkotott, amelyet különböző grafikai technikákkal (tus, rajz, linómetszet, fametszet) egészített ki. Több mint 40 olajfestménye, valamint mintegy 150 akvarellje és rajza van kiállítva a Lett Állami Művészeti Múzeumban.
Huszonöt éves korában, tuberkolózisban hunyt el.

## Válogatott festmények

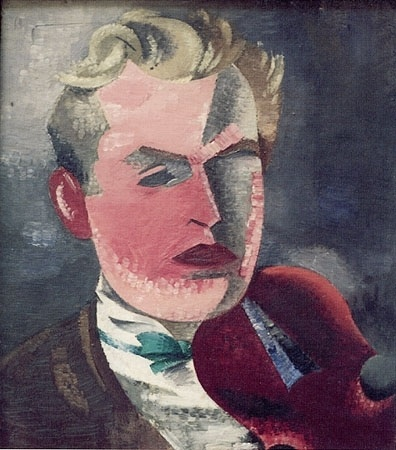
Julijas Sproga portréja
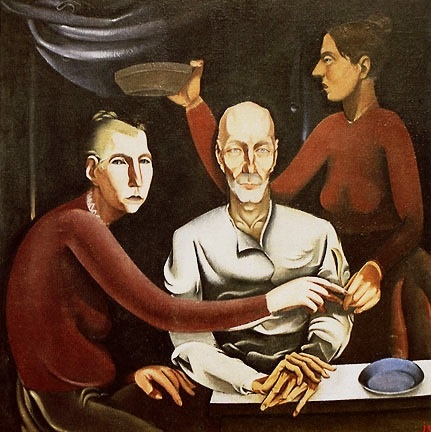
Az asztalnál
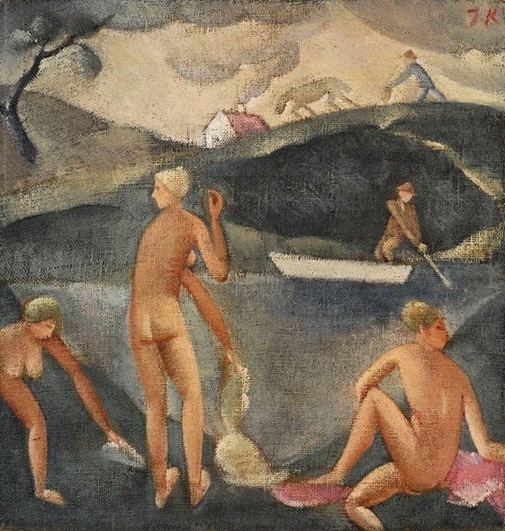
Fürdőzők
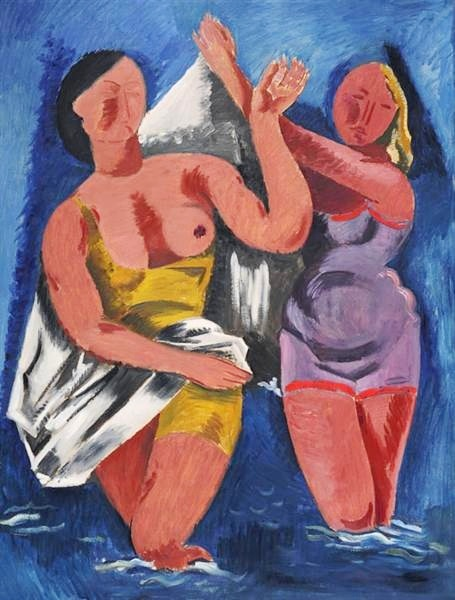
Két fürdőző
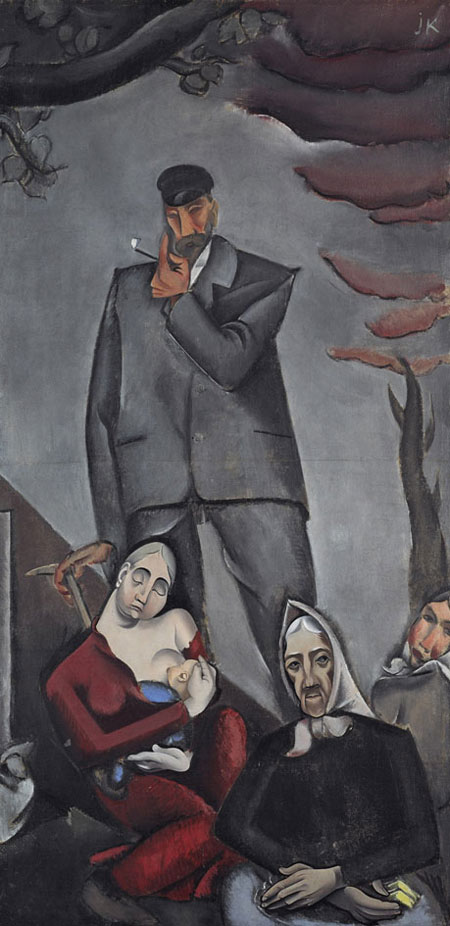
Menekültek
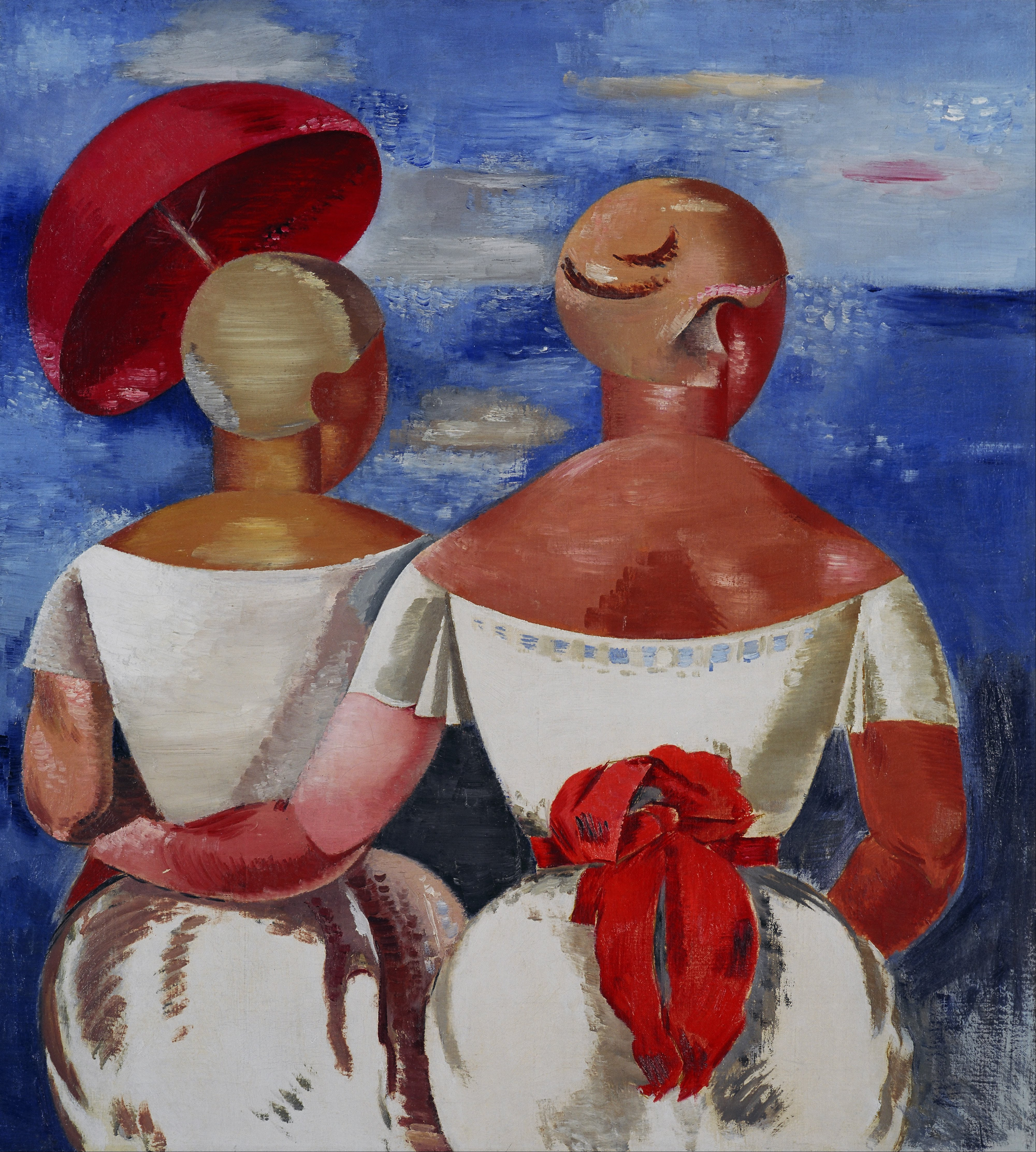
Hölgyek a tengerparton (1920)
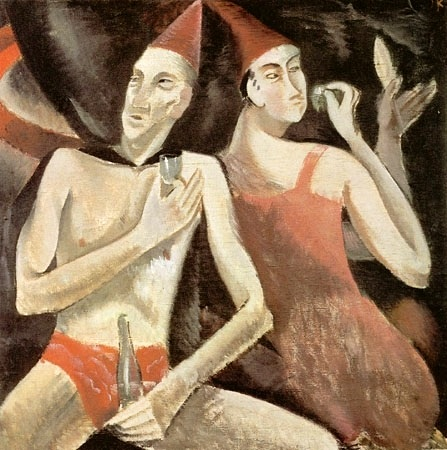
Cirkusz
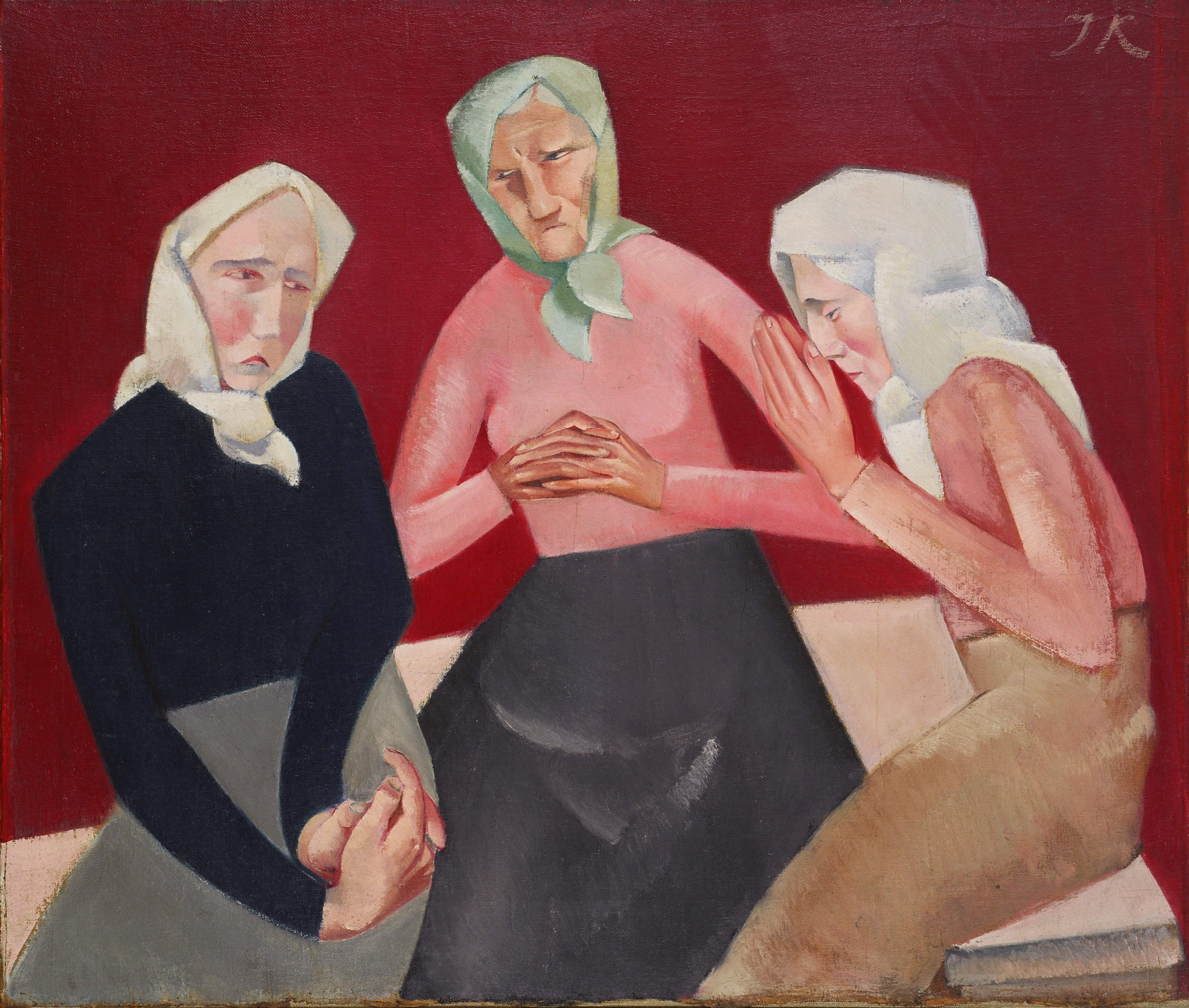
Három idős hölgy

## Fordítás
- Ez a szócikk részben vagy egészben  a   Jēkabs Kazaks című angol Wikipédia-szócikk ezen változatának fordításán alapul.  Az eredeti cikk szerkesztőit annak laptörténete sorolja fel. Ez a jelzés csupán a megfogalmazás eredetét és a szerzői jogokat jelzi, nem szolgál a cikkben szereplő információk forrásmegjelöléseként.